# Caixa escolar
Caixa Escolar é a pessoa jurídica, que possui número de CNPJ, que emite cheques (ordens de pagamento à vista), que é a tomadora de serviços e a responsável pela gestão financeira das escolas públicas brasileiras. O instituto "caixa escolar" foi implantado em Minas Gerais em 1911. Em Minas Gerais o presidente da caixa escolar, obrigatoriamente, é o diretor da escola. Em Minas Gerais é vedado à caixa escolar adquirir combustíveis ou lubrificantes e manter, em arquivo, cheques em branco assinados pelo tesoureiro ou presidente da caixa escolar para cobrir despesas futuras. É absolutamente impenhorável a quantia depositada em conta-corrente de caixa escolar proveniente de recursos públicos destinados à aplicação compulsória em educação.

## Recursos do Fundo Nacional de Desenvolvimento da Educação (FNDE)
- PNAE — Programa Nacional de Alimentação Escolar: A lei federal 11.947 determina que do total dos recursos financeiros repassados pelo FNDE, no âmbito do PNAE, no mínimo 30% (trinta por cento) deverão ser utilizados na aquisição de gêneros alimentícios diretamente da agricultura familiar e do empreendedor familiar rural ou de suas organizações, priorizando-se os assentamentos da reforma agrária, as comunidades tradicionais indígenas e comunidades quilombolas.[11][12]

- PDDE — Programa Dinheiro Direto na Escola[13]